# Jack Mantle
Pour les articles homonymes, voir Mantle.
 (juillet 2021).
Jack Foreman Mantle, né le 12 avril 1917 à Wandsworth et mort au combat le 4 juillet 1940 dans le port de Portland, est un marin britannique de la Royal Navy. Il est le récipiendaire de la croix de Victoria, la plus haute distinction pour bravoure face à l'ennemi pouvant être décernée aux forces britanniques et du Commonwealth.
Le 4 juillet 1940, Mantle, matelot sur le HMS Foylebank, n'avait que 23 ans lorsqu'un raid aérien sur le port de Portland, en Angleterre se déclenche. Blessé, il combat jusqu'à sa mort. Cest la deuxième fois où la croix de Victoria est décernée pour une action ayant eu lieu au Royaume-Uni.
Un mémorial honorant Mantle se trouve au SeaCity Museum de Southampton et ses médailles se trouvent au Royal Naval Museum de Portsmouth.